# Retenção de ovo
Retenção de ovo,  ovulação retentiva ou distocia ocorre em animais, como répteis ou pássaros, quando um ovo leva mais tempo do que o normal para sair do trato reprodutivo.

## Pássaros
Em pássaros, a amarração dos ovos pode ser causada por obesidade, desequilíbrios nutricionais, como deficiência de cálcio, estresse ambiental, como mudanças de temperatura ou ovos malformados.

## Répteis
Em répteis, não é aconselhável tentar quebrar um ovo de réptil para removê-lo de uma fêmea retida a um ovo. Esse procedimento pode ser feito por um veterinário, que insere uma agulha no ovo, e retira o conteúdo com uma seringa, permitindo que o ovo desmorone e seja removido. As intervenções não cirúrgicas incluem a administração de oxitocina para melhorar as contrações e permitir que o(s) óvulo(s) passem normalmente. Em muitos casos, os répteis com retenção de ovos devem ser submetidos a cirurgia para que os ovos presos sejam removidos.